# Voglio essere un mago!
Voglio essere un mago! è stato un docu-reality trasmesso da Rai 2 dal 21 settembre al 25 ottobre 2021.

## Il programma
Dodici ragazzi tra i 14 e i 18 anni, chiamati teen wizard, si mettono alla prova per trasformarsi da apprendisti in incantatori e illusionisti professionisti attraverso i vari corsi di magia e con la guida di alcuni insegnanti che compongono il corpo docente, presieduto a sua volta da  un magister che dovrà supervisionare tutti nelle loro attività. A ciascuno di essi è assegnata una casata di appartenenza: le Volpi Rosse, le Piume D’Oro e gli Abisso Blu. Ogni settimana gli apprendisti devono affrontare una verifica di casata appartenente ad una delle tre materie insegnate nella scuola; la casata vincitrice della verifica ottiene il vantaggio di scegliere la materia nella quale esibirsi nell'esame della fine della settimana; le altre due materie sono assegnate alle altre due casate dal magister (nella prima puntata) o dalla casata vincitrice della prova (nelle altre puntate); nella quinta puntata, invece, le materie sono state assegnate a ciascuna casata da Eleonora Di Cocco. Successivamente, la casata peggiore affronta l'esame di sbarramento, in cui ogni componente rischia la bocciatura. L'obiettivo degli apprendisti consiste nel conquistare il Diploma di mago, e il migliore tra loro si aggiudicherà la Bacchetta d’oro. Per ciascun teen wizard, oltre al divertimento, non manca l'impegno a seguire determinate regole: l'isolamento dal mondo esterno per evitare distrazioni, l'astensione dall'uso dei cellulari, il divieto assoluto di lasciare il castello, l'obbligo di indossare la divisa della casata, l'obbligo di andare a letto presto e di non entrare nelle stanze delle altre casate. Nel castello fuori del tempo sono presenti i Babbaloni, cioè giovani influencer estranei al mondo della magia che, a partire dalla seconda settimana, si affiancano agli apprendisti e a ciascuno di essi è affidata una casata.
Il programma si ambienta nel castello di Rocchetta Mattei sull’Appennino bolognese appositamente allestito. Oltre alle numerose stanze a disposizione degli apprendisti, il castello possiede la stanza dei desideri, in cui ciascun apprendista confessa ad uno specchio magico richieste e sogni con la speranza che siano esauditi. Il programma è narrato dalla voce fuori campo di Silvan che racconta anche le evoluzioni di ciascun apprendista.
Il programma è andato in onda dal 21 settembre al 5 ottobre 2021 in prima serata per tre puntate della durata di 135 minuti e dall'11 ottobre al 25 ottobre dello stesso anno nel pomeriggio per sei puntate della durata di 45 minuti. L'idea del programma è di Cristiana Farina ed Ennio Meloni, mentre gli autori sono Totò Coppolino, Anna Agata Evangelisti, Simona Iannicelli, Francesca Mattioli e Giona Peduzzi.

## Edizioni
| Edizione | Periodo           | Periodo         | Rete televisiva | Puntate | Magister     | Maggiordomo   | Docenti           | Docenti          | Docenti                   | Narratore | Concorrenti | Concorrenti | Location                          |
| Edizione | Inizio            | Fine            | Rete televisiva | Puntate | Magister     | Maggiordomo   | Docenti           | Docenti          | Docenti                   | Narratore | Apprendisti | Babbaloni   | Location                          |
| -------- | ----------------- | --------------- | --------------- | ------- | ------------ | ------------- | ----------------- | ---------------- | ------------------------- | --------- | ----------- | ----------- | --------------------------------- |
| 1ª       | 21 settembre 2021 | 25 ottobre 2021 | Rai 2           | 9       | Raul Cremona | Diego Casalis | Eleonora Di Cocco | Federico Soldati | Jack Nobile, Hyde e Sbard | Silvan    | 12          | 3           | Castello di Rocchetta Mattei (BO) |

## Svolgimento del programma
Casata delle Volpi rosse
     Casata delle Piume d'oro
     Casata dell'Abisso blu
     L'apprendista è il migliore della settimana con la sua casata
     L'apprendista è il peggiore della settimana e deve affrontare l'esame di sbarramento con la sua casata
     L'apprendista supera l'esame di sbarramento
     L'apprendista supera l'esame a sorpresa
     L'apprendista vince la Bacchetta d'oro
     L'apprendista viene promosso e ottiene il Diploma di mago
     L'apprendista viene bocciato

### Apprendisti
| Apprendisti             | Età | Provenienza        | Casata di appartenenza | Settimana 1              | Settimana 1              | Settimana 2              | Settimana 2              | Settimana 3              | Settimana 3              | Settimana 4              | Settimana 4              | Settimana 5                     |
| ----------------------- | --- | ------------------ | ---------------------- | ------------------------ | ------------------------ | ------------------------ | ------------------------ | ------------------------ | ------------------------ | ------------------------ | ------------------------ | ------------------------------- |
| Daniel Motta            | 17  | Villasanta (MB)    | Volpi rosse            |                          |                          | Peggiore della settimana | Esame superato           | Migliore della settimana | Migliore della settimana | Peggiore della settimana | Esame superato           | Vincitore della Bacchetta d'oro |
| Matilde Carioli         | 14  | Bergamo            | Piume d'oro            | Migliore della settimana | Migliore della settimana | Migliore della settimana | Migliore della settimana |                          |                          |                          |                          | Ottiene il Diploma di mago      |
| Christian Ceresera      | 18  | Brescia            | Piume d'oro            | Migliore della settimana | Migliore della settimana | Migliore della settimana | Migliore della settimana |                          |                          |                          |                          | Ottiene il Diploma di mago      |
| Luca Funzione           | 18  | Sarzana (SP)       | Abisso blu             | Peggiore della settimana | Esame superato           |                          |                          | Esame superato           | Esame superato           | Migliore della settimana | Migliore della settimana | Ottiene il Diploma di mago      |
| Pasquale "Pako" Guercia | 16  | Salerno            | Piume d'oro            | Migliore della settimana | Migliore della settimana | Migliore della settimana | Migliore della settimana |                          |                          |                          |                          | Ottiene il Diploma di mago      |
| Silvia Lollino          | 18  | Varese             | Volpi rosse            |                          |                          | Peggiore della settimana | Esame superato           | Migliore della settimana | Migliore della settimana | Peggiore della settimana | Esame superato           | Ottiene il Diploma di mago      |
| Giuseppe Capitolino     | 15  | Cleto (CS)         | Abisso blu             | Peggiore della settimana | Esame superato           |                          |                          | Esame superato           | Esame superato           | Migliore della settimana | Migliore della settimana | Bocciati                        |
| Marco Loffredo          | 17  | Napoli             | Volpi rosse            |                          |                          | Peggiore della settimana | Esame superato           | Migliore della settimana | Migliore della settimana | Peggiore della settimana | Esame superato           | Bocciati                        |
| Giulia "Juls" Serafin   | 17  | Treviso            | Abisso blu             | Peggiore della settimana | Esame superato           |                          |                          |                          |                          | Migliore della settimana | Migliore della settimana | Bocciati                        |
| Elettra Tercon          | 17  | Ferrara            | Volpi rosse            |                          |                          | Peggiore della settimana | Esame superato           | Migliore della settimana | Migliore della settimana | Peggiore della settimana | Bocciata                 |                                 |
| Giorgio Andolfatto      | 16  | Torino             | Piume d'oro            | Migliore della settimana | Migliore della settimana | Migliore della settimana | Migliore della settimana | Bocciato                 | Bocciato                 |                          |                          |                                 |
| Giulia Mangialomini     | 16  | Castelvetrano (TP) | Abisso blu             | Peggiore della settimana | Bocciata                 |                          |                          |                          |                          |                          |                          |                                 |

### Babbaloni
| Babbaloni            | Età | Provenienza        | Casata di appartenenza | Settimana 1 | Settimana 1 | Settimana 2                     | Settimana 2                     | Settimana 3              | Settimana 3              | Settimana 4              | Settimana 4              | Settimana 5 |
| -------------------- | --- | ------------------ | ---------------------- | ----------- | ----------- | ------------------------------- | ------------------------------- | ------------------------ | ------------------------ | ------------------------ | ------------------------ | ----------- |
| Elèna Hazinah        | 18  | Roma               | Volpi rosse            | Non in gara | Non in gara | Immune all'esame di sbarramento | Immune all'esame di sbarramento | Migliore della settimana | Migliore della settimana | Peggiore della settimana | Esame superato           | Bocciati    |
| Marco & Mattia Munda | 18  | Vercelli           | Abisso blu             | Non in gara | Non in gara |                                 |                                 |                          |                          | Migliori della settimana | Migliori della settimana | Bocciati    |
| Giulia Sara Salemi   | 17  | Busto Arsizio (VA) | Piume d'oro            | Non in gara | Non in gara | Migliore della settimana        | Migliore della settimana        |                          |                          |                          |                          | Bocciati    |

### Esibizioni
| Materia          | Settimana 1 | Settimana 2 | Settimana 3 | Settimana 4 | Esame per il Diploma da mago                 | Esame per la Bacchetta d'oro |
| ---------------- | ----------- | ----------- | ----------- | ----------- | -------------------------------------------- | ---------------------------- |
| Grandi Illusioni | Piume d'oro | Abisso blu  | Giorgio     | Abisso blu  | Pako, Marco & Mattia, Marco, Christian, Juls | Luca, Pako                   |
| Mentalismo       | Abisso blu  | Piume d'oro | Giuseppe    | Volpi rosse | Daniel, Giulia Sara, Luca, Silvia, Elèna     | Daniel, Matilde              |
| Micromagia       | Volpi rosse | Volpi rosse | Luca        | Piume d'oro | Giuseppe, Matilde                            | Silvia, Christian            |

### Professori
- Raul Cremona - Magister
- Diego Casalis - Maggiordomo
- Eleonora Di Cocco - Grandi illusioni
- Federico Soldati - Mentalismo
- Jack Nobile, Hyde e Sbard - Micromagia

## Ascolti
| Puntata | Messa in onda     | Telespettatori | Share |
| ------- | ----------------- | -------------- | ----- |
| 1       | 21 settembre 2021 | 691 000        | 3,90% |
| 2       | 28 settembre 2021 | 523 000        | 2,70% |
| 3       | 5 ottobre 2021    | 373 000        | 1,90% |
| 4       | 11 ottobre 2021   | 204 000        | 2,00% |
| 5       | 13 ottobre 2021   | 203 000        | 2,00% |
| 6       | 14 ottobre 2021   | 198 000        | 2,00% |
| 7       | 20 ottobre 2021   | 163 000        | 1,60% |
| 8       | 21 ottobre 2021   | 223 000        | 2,20% |
| 9       | 25 ottobre 2021   | 245 000        | 2,40% |
| Media   | Media             | 314 000        | 2,30% |

## Audience
| Edizione | Rete televisiva | Anno | Stagione       | Programmazione | Programmazione | Programmazione | Programmazione | Programmazione | Programmazione | Programmazione | Collocazione                        | Telespettatori | Share | Premiere       | Premiere | Finale         | Finale |
| Edizione | Rete televisiva | Anno | Stagione       | L              | M              | M              | G              | V              | S              | D              | Collocazione                        | Telespettatori | Share | Telespettatori | Share    | Telespettatori | Share  |
| -------- | --------------- | ---- | -------------- | -------------- | -------------- | -------------- | -------------- | -------------- | -------------- | -------------- | ----------------------------------- | -------------- | ----- | -------------- | -------- | -------------- | ------ |
| 1ª       | Rai 2           | 2021 | estate-autunno |                |                |                |                |                |                |                | Prima serata e Day-time pomeridiano | 314 000        | 2,30% | 691 000        | 3,90%    | 245 000        | 2,40%  |